# Turn Up the Quiet
| Совокупная оценка      | Совокупная оценка |
| Источник               | Оценка            |
| ---------------------- | ----------------- |
| AnyDecentMusic?        | 6.7/10            |
| Metacritic             | 71/100            |
| Оценки критиков        |                   |
| Источник               | Оценка            |
| AllMusic               | [ 3 ]             |
| Daily Express          | 4/5               |
| Elmore Magazine        | 92/100            |
| Evening Standard       | [ 6 ]             |
| The New Zealand Herald | [ 7 ]             |
| The Plain Dealer       | A                 |
| The Press              | [ 9 ]             |
| Renowned for Sound     | [ 10 ]            |
| Slant Magazine         | [ 11 ]            |
| Uncut                  | [ 2 ]             |

Turn Up the Quiet — тринадцатый студийный альбом канадской певицы Дайаны Кролл, вышедший 5 мая 2017 года на лейбле Verve Records. Диск получил положительные отзывы музыкальных критиков, возглавил джазовые чарты в Австралии, Великобритании, США (№ 1 в Billboard Jazz) и Швеции, а также получил золотую сертификацию во Франции и в Польше.

## Отзывы
Альбом получил положительные отзывы музыкальных критиков.
На сайте Metacritic, который присваивает нормализованный рейтинг из 100 баллов рецензиям основных изданий, альбом получил средний балл 71, основанный на 4 рецензиях.
Кристофер Лаудон из Jazz Times отметил: «Играя и исполняя все треки, воссоединившись с сопродюсером Томми Липумой, который умер за несколько недель до выхода проекта, Дайана Кролл пребывает в самом мягком настроении. Она редко поднимает голос выше шёпота, её самоаккомпанемент столь же сдержан. Даже мелодии, обычно исполняемые с изюминкой и энергией — „Blue Skies“, „L-O-V-E“, „Sway“, — звучат сдержанно. Вокально она стала более сумрачной, на градус или два более зернистой и, в процессе, более манящей, более привлекательной». Маэртин Таунсенд из Daily Express назвал альбом «просторной, неторопливой жемчужиной».
Бобби Рид из DownBeat писал: «Для этого альбома Кролл выбрала песни, написала аранжировки и руководила тремя разными составами ансамбля. На данном этапе своей карьеры Кролл знает, как наложить свою собственную отличительную печать на стандарты десятилетней давности, заставив их звучать свежо и живо, но при этом не забывая о мелодиях, которые так хорошо знакомы поклонникам Великого американского песенника». Джим Хайнс из Elmore Magazine отметил: «Наденьте наушники ночью и послушайте тонкость и нюансы Кролл здесь, в тишине. Вы не можете не быть впечатлены».
Клинт Родс из The Herald-Standard отметил: «Стиль талантливой певицы идеально подходит для создания интимного настроения во время тихого ужина на двоих или непринуждённой встречи нескольких близких друзей. Аранжировки, чередующиеся в записи выступлений между трио, квартетом и квинтетом, обладают чувством импровизации, что создаёт живую вибрацию на протяжении всего сета… В следующий раз, когда вы почувствуете, что день начинает давить на вас, найдите время, чтобы сбежать в свой внутренний дворик, на заднюю веранду, в удобное кресло или особое уединённое место и погрузиться в гостеприимный оазис, созданный Кролл. Тишина ещё никогда не звучала так хорошо».

## Коммерческий успех
Диск возглавил джазовые чарты в США (№ 1 в Billboard Jazz), Австралии, Великобритании и Швеции, достиг № 8 в основном чарте в Канаде и № 18 в Billboard 200.

## Список композиций
| №                   | Название                           | Автор(ы)                                                          | Длительность |
| ------------------- | ---------------------------------- | ----------------------------------------------------------------- | ------------ |
| 1.                  | «Like Someone in Love»             | James Van Heusen Johnny Burke                                     | 3:16         |
| 2.                  | «Isn't It Romantic»                | Richard Rodgers Lorenz Hart                                       | 4:29         |
| 3.                  | «L-O-V-E»                          | Bert Kaempfert Milt Gabler                                        | 4:21         |
| 4.                  | «Night and Day»                    | Cole Porter                                                       | 4:39         |
| 5.                  | «I'm Confessin' (That I Love You)» | 'Doc' Ralph Edward Daugherty Al J. Neiburg Ellis Reynolds         | 3:24         |
| 6.                  | «Moonglow»                         | Irving Mills Edgar Delange Will Hudson                            | 5:15         |
| 7.                  | «Blue Skies»                       | Irving Berlin                                                     | 4:39         |
| 8.                  | «Sway»                             | Norman Gimbel Pablo Rosas Rodriguez Luis Demetrio Traconis Molina | 6:13         |
| 9.                  | «No Moon at All»                   | Redd Evans David A. Mann                                          | 4:06         |
| 10.                 | «Dream»                            | John H. Mercer                                                    | 4:05         |
| 11.                 | «I'll See You in My Dreams»        | Gus Kahn Isham Jones                                              | 3:51         |
| Общая длительность: | Общая длительность:                | Общая длительность:                                               | 48:18        |

| №                   | Название                | Автор(ы)            | Длительность |
| ------------------- | ----------------------- | ------------------- | ------------ |
| 12.                 | «How Deep Is the Ocean» | Irving Berlin       | 5:16         |
| Общая длительность: | Общая длительность:     | Общая длительность: | 53:34        |

## Позиции в чартах
| Чарт (2017)                             | Высшая позиция |
| --------------------------------------- | -------------- |
| Австралия (ARIA)                        | 37             |
| Австралия Jazz & Blues Albums (ARIA)    | 1              |
| Австрия (Ö3 Austria)                    | 5              |
| Бельгия/Фландрия (Ultratop)             | 11             |
| Бельгия/Валлония (Ultratop)             | 10             |
| Канада (Canadian Albums Chart)          | 8              |
| Чехия (ČNS IFPI)                        | 9              |
| Дания (Hitlisten)                       | 23             |
| Нидерланды (Album Top 100)              | 32             |
| Франция (SNEP)                          | 4              |
| Германия (Offizielle Top 100)           | 16             |
| Греция (IFPI)                           | 31             |
| Венгрия (MAHASZ)                        | 16             |
| Италия (Classifica album)               | 13             |
| Япония (Oricon)                         | 17             |
| Новая Зеландия (RMNZ)                   | 13             |
| Норвегия (VG-lista)                     | 15             |
| Польша (ZPAV)                           | 10             |
| Португалия (AFP)                        | 1              |
| Шотландия (Scottish Albums Chart)       | 23             |
| Словакия (ČNS IFPI)                     | 9              |
| Республика Корея (Gaon)                 | 70             |
| Испания (PROMUSICAE)                    | 16             |
| Швеция (Sverigetopplistan)              | 49             |
| Швеция Jazz Albums (Sverigetopplistan)  | 1              |
| Швейцария (Schweizer Hitparade)         | 10             |
| Великобритания (UK Albums Chart)        | 32             |
| 1                                       |                |
| США (Billboard 200)                     | 18             |
| США (Billboard Top Jazz Albums)         | 1              |
| США Traditional Jazz Albums (Billboard) | 1              |

## Сертификации
| Регион                                                                      | Сертификация | Продажи |
| --------------------------------------------------------------------------- | ------------ | ------- |
| Франция (SNEP)                                                              | Золотой      | 50 000  |
| Польша (ZPAV)                                                               | Золотой      | 5000    |
| Данные о продажах + прослушиваниях приведены только на основе сертификации. |              |         |